# 1725
1725 (MDCCXXV) je bilo navadno leto, ki se je po gregorijanskem koledarju začelo na ponedeljek, po 11 dni počasnejšem julijanskem koledarju pa na petek.

## Dogodki
- 25. januarja španski gusar Amaro Pargo prejme naslov Hidalgo (plemič).
- izide prvi prekmurski učbenik Abeczedarium Szlowenszko, njegov avtor je verjetno Mihael Kotsmar.

## Rojstva
- 15. januar - Pjotr Aleksandrovič Rumjancev-Zadunajski, ruski general († 1796)
- 20. marec – Abdul Hamid I., sultan Osmanskega cesarstva († 1789)
- 2. april - Giacomo Casanova, italijanski (beneški) pustolovec, pisatelj, vohun, diplomat († 1798)
- 12. september - Guillaume-Joseph-Hyacinthe-Jean-Baptiste Le Gentil, francoski astronom († 1792)

## Smrti
- 29. junij - Arai Hakuseki, japonski konfucijanski filozof in politik (* 1657)
- 24. oktober - Alessandro Scarlatti, italijanski skladatelj (* 1660)
- - Janez Jakob Olben, slovenski astronom (* 1643)